# Rendició incondicional
Una rendició incondicional és una rendició en la qual no es dona cap garantia a la part rendida. En temps moderns, les rendicions incondicionalment quasi sempre inclouen garanties atorgades pel dret internacional. Anunciant que només s'accepta una rendició incondicional s'afegeix pressió psicològica en un adversari més dèbil, però pot també prolongar les hostilitats. Una de les rendicions incondicionals més notables va ser la de les potències de l'Eix en la Segona Guerra Mundial.

## Exemples

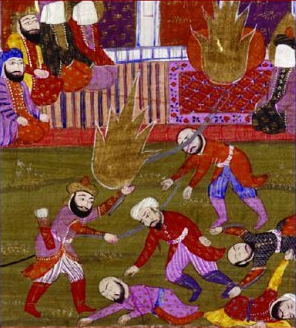
Detall de la miniatura El Profeta, Ali, i els companys a la massacre dels presoners de la tribu jueva de Bani Qurayza, il·lustració del.

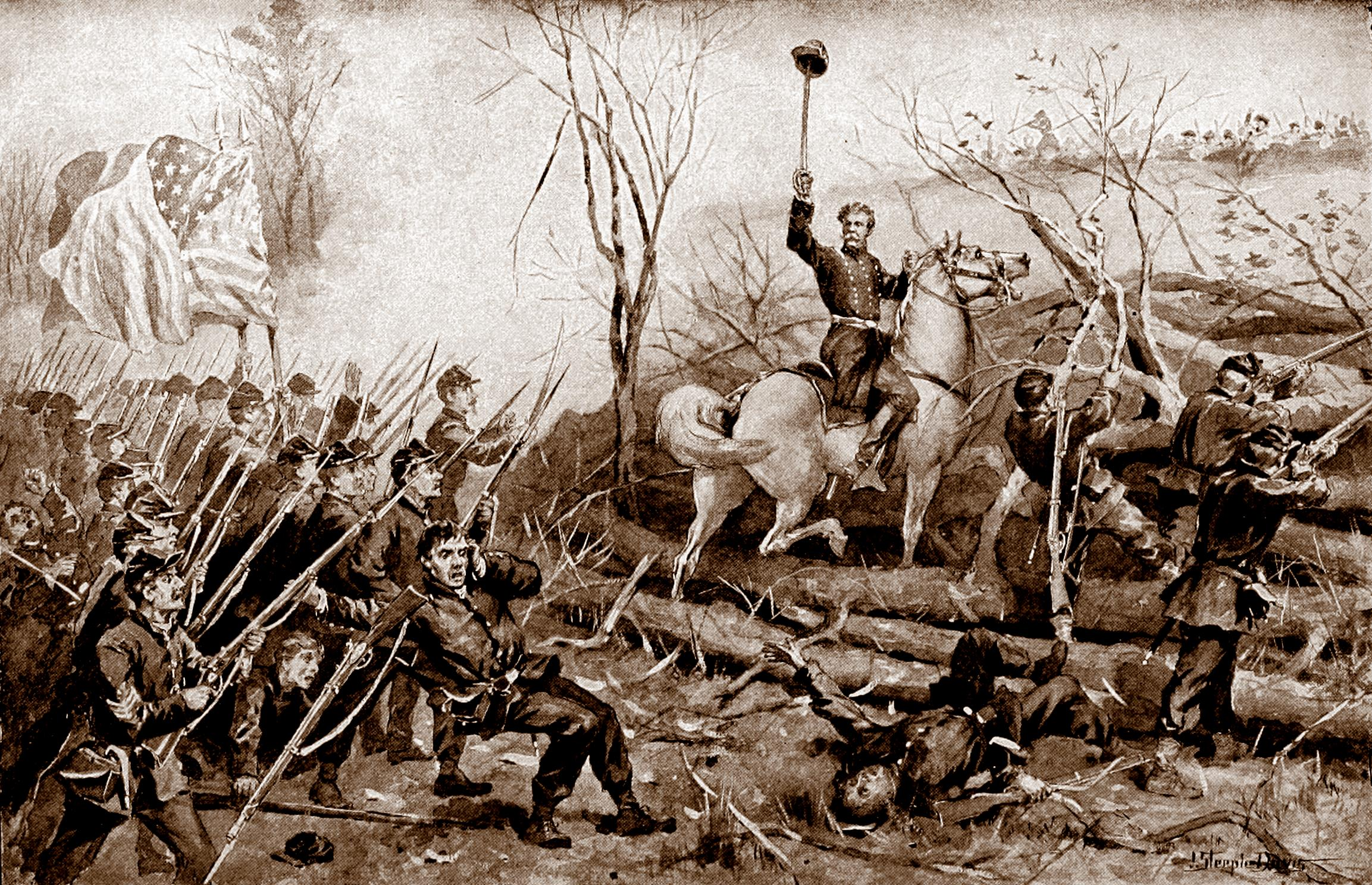
Dibuix de l'atac d'Ulysses S. Grant durant la batalla de Fort Donelson.

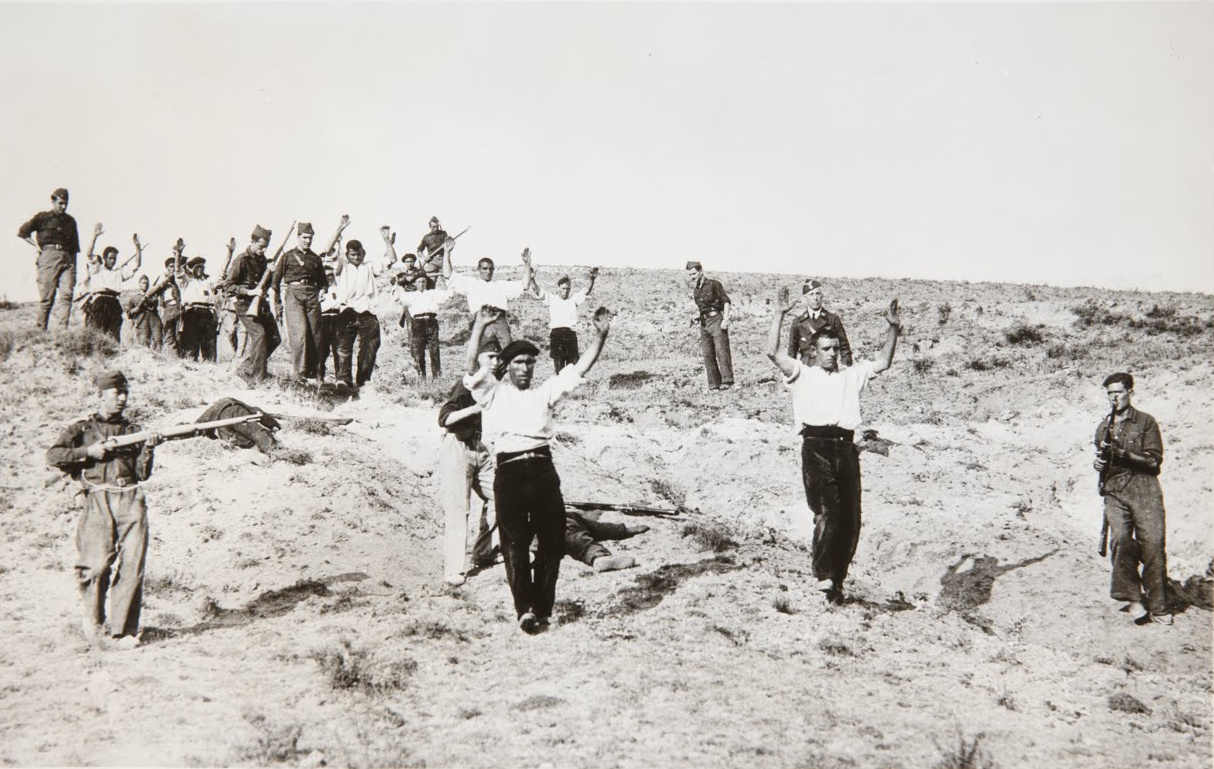
Rendició de milicians republicans davant els sublevats després de la batalla de Guadarrama en el marc de la Guerra Civil Espanyola.

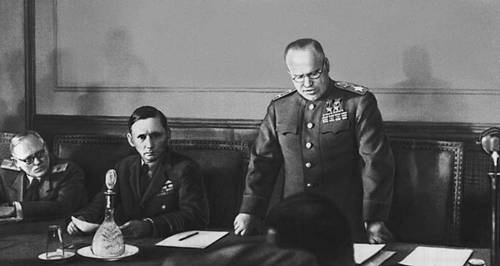
Gueorgui Júkov llegint la capitulació alemanya a Berlín. A la seva dreta hi ha Arthur Tedder.

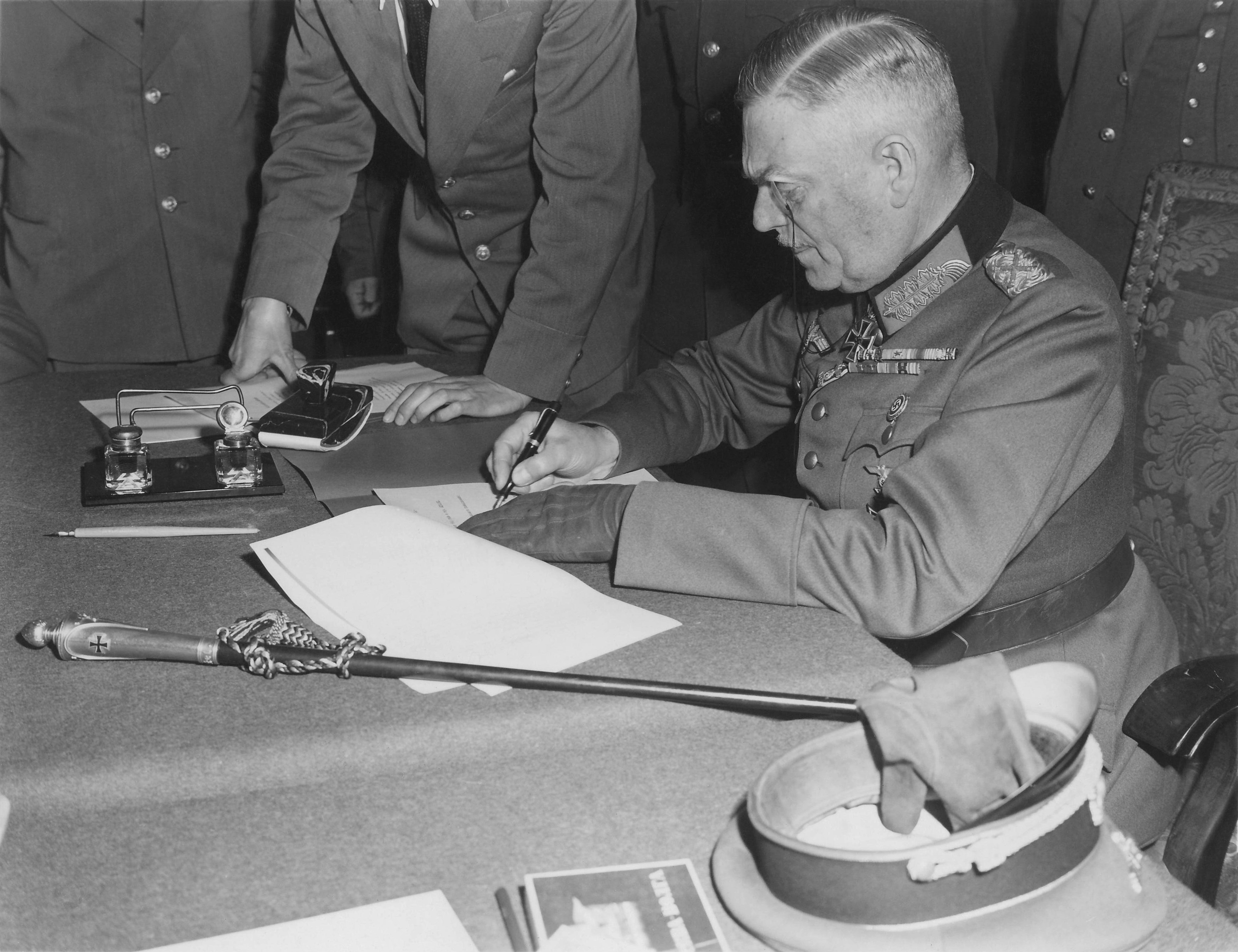
Wilhelm Keitel signant l'acta definitiva de rendició incondicional per part dels militars alemanys a Berlín.

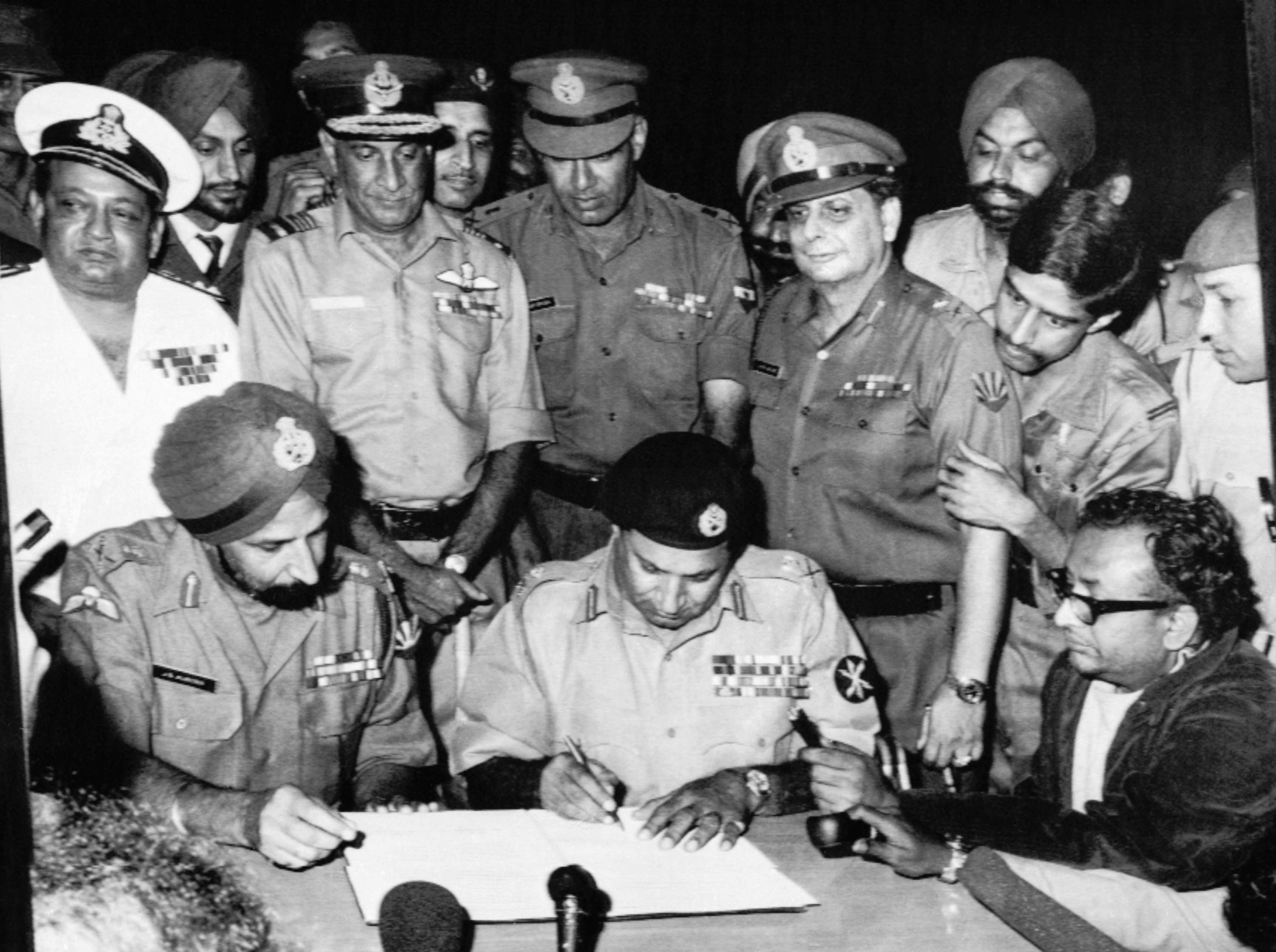
Signatura de l'Instrument de Rendició pakistanès per part d'A. A. K. Niazi en presència d'oficials militars indis.

### Bani Qurayza
Després de la batalla del Fossat (627, Medina), en la que els musulmans tàcitament van superar els seus oponents mentre patien diverses baixes, van fallar els esforços per derrotar els musulmans, i l'Islam va esdevenir influent a la regió. Com a conseqüència, l'armada musulmana va assatjar el barri de la tribu Bani Qurayza, duent-los a la rendició incondicional. Tots els homes, a banda d'uns quants que es van convertir a l'Islam, van ser decapitats, mentre que les dones i els nens van ser fets esclaus.

### Napoleó Bonaparte
Quan Napoleó Bonaparte va escapar del seu exili forçat a l'illa d'Elba (1815), entre altres passos que els delegats dels poders europeus al Congrés de Viena va prendre va ser emetre una declaració el 13 de març declarant que Napoleó era un pròfug i que, per tant, estava subjecte a venjança pública. En conseqüència, quan es va rendir al Capità Frederick Lewis Maitland de l'HMS Bellerophon al final del Govern dels cent dies. No va protegir-lo cap llei militar o internacional com a cap d'estat i, per tant, els britànics no tenien cap obligació ni d'acceptar la seva rendició ni de salvar-li la vida; tanmateix ho van fer, i van exiliar-lo a la remota illa de Santa Helena.

### Guerra Civil dels Estats Units
Durant la batalla de Fort Donelson (1862) a la Guerra Civil dels Estats Units, el general de brigada Ulysses S. Grant de l'exèrcit de la Unió va rebre una petició de l'oficial al comandament del fort, el general de brigada exèrcit dels Estats Confederats Simon Bolivar Buckner, a la qual va respondre que cap altra condició excepte la rendició incondicional i immediata podia ser acceptada. Amb les notícies de la victòria de Grant (una de les primeres de la Unió durant la guerra) van arribar a Washington DC, els diaris van recalcar (i el President Abraham Lincoln així ho va respatllar) que les dues primeres inicials de Grant, "U.S.", eren d'Unconditional Surrender ("rendició incondicional" en anglès), que posteriorment seria el seu àlies.
Tot i això, les posteriors a Grant no van ser incondicionals. Quan Robert E. Lee va claudicar el seu Exèrcit de Virgínia del Nord al palau de justícia d'Appomattox l'any 1865, Gran va acceptar permetre els homes que estaven sota el comandament de Lee que anésin a casa sota llibertat condicional i es conservéssin les armes de mà i els cavalls propis. Condicions igualment generoses van ser ofertes a John C. Pemberton al Setge de Vicksburg, i també a Joseph E. Johnston a Carolina del Nord, de la mà de William Tecumseh Sherman.
De tota manera Grant no va ser el primer oficial en la Guerra Civil en utilitzar aquest terme, sinó que va ser quan el general de brigada confederat Lloyd Tilghman va demanar la condició de rendició durant la batalla de Fort Henry. L'oficial de bandera Andrew Hull Foote va respondre: "no, senyor, la seva rendició serà incondicional". L'any 1863 Ambrose Burnside va forçar una rendició incondicional de Cumberland Gap i 2.300 soldats confederats, i l'any següent el general de la Unió Gordon Granger va forçar la de Fort Morgan.

### Guerra Civil Espanyola
La Guerra Civil Espanyola va finalitzar amb la rendició incondicional de les forces republicanes a començaments de 1939 després del Cop de Casado. Malgrat Casado va sol·licitar condicions i que es respectessin les vides dels combatents, el general Francisco Franco es va negar a atorgar cap condició ni a acceptar cap acord que no fos una rendició completa sense condicions per part de la Segona República Espanyola.

### Segona Guerra Mundial
L'ús del terme va revifar durant la Segona Guerra Mundial a la conferència de Casablanca el gener de 1943 quan Franklin D. Roosevelt va esmentar-ho a la premsa com l'objectiu de la guerra contra les potències de l'Eix, format per Alemanya, Itàlia i Japó; en fer-ho va sorprendre els líders de les potències aliades. Quan el president estatunidenc va anunciar-ho va afirmar que, des de la Guerra Civil, les inicials de U. S. Grant havien passat a significar també Unconditional Surrender ("rendició incondicional").
També va ser utilitzat al final de la guerra, quan Japó es va rendir als aliats. S'ha afirmat que això va prolongar la guerra a Europa per la seva utilitat a la propaganda nazi (que ho va utilitzar per a encoratjar més resistència contra els exèrcits aliats), i el seu efecte opresor en el moviment de resistència alemany fins i tot després d'un cop contra Adolf Hitler.
També s'ha afirmat que sense la demanda de rendició incondicional Europa central no s'hagués quedat rere el teló d'acer. "Va ser una política que la Unió Soviètica va acceptar amb entusiasme, probablement perquè una Alemanya completament destruïda facilitaria el programa d'expansió postbèlic de Rússia. Un dels motius d'aquesta política era que els aliats desitjaven evitar una repetició de la llegenda de la punyalada per l'esquena que va emergir a Alemanya després de la Primera Guerra Mundial, que atribuïa la pèrdua d'Alemanya a la traïció dels jueus, els bolxevics i els socialistes, i que havia estat utilitzat pels nazis a la seva propaganda. Es percebia que una rendició incondicional asseguraria que els alemanys sabien que havien perdut la guerra per ells mateixos.

### Pakistan Oriental
El 16 de desembre de 1971 el tinent general Amir Abdullah Khan Niazi, comandant de l'exèrcit del Pakistan Oriental, va signar l'Instrument de Rendició entregant el comandament de les seves forces al general Jagjit Singh Aurora, de l'exèrcit de l'Índia. Això va dur a la rendició de 93.000 soldats pakistanesos orientals i al cessament d'hostilitats entre ambdós exèrcits, així com de la guerrilla Mukti Bahini.
La signatura del document d'aquest rendiment incondicional va donar garanties a les Convencions de Ginebra per a la seguretat dels soldats rendits i va completar la independència de Bangladesh.

## Rendició a discreció

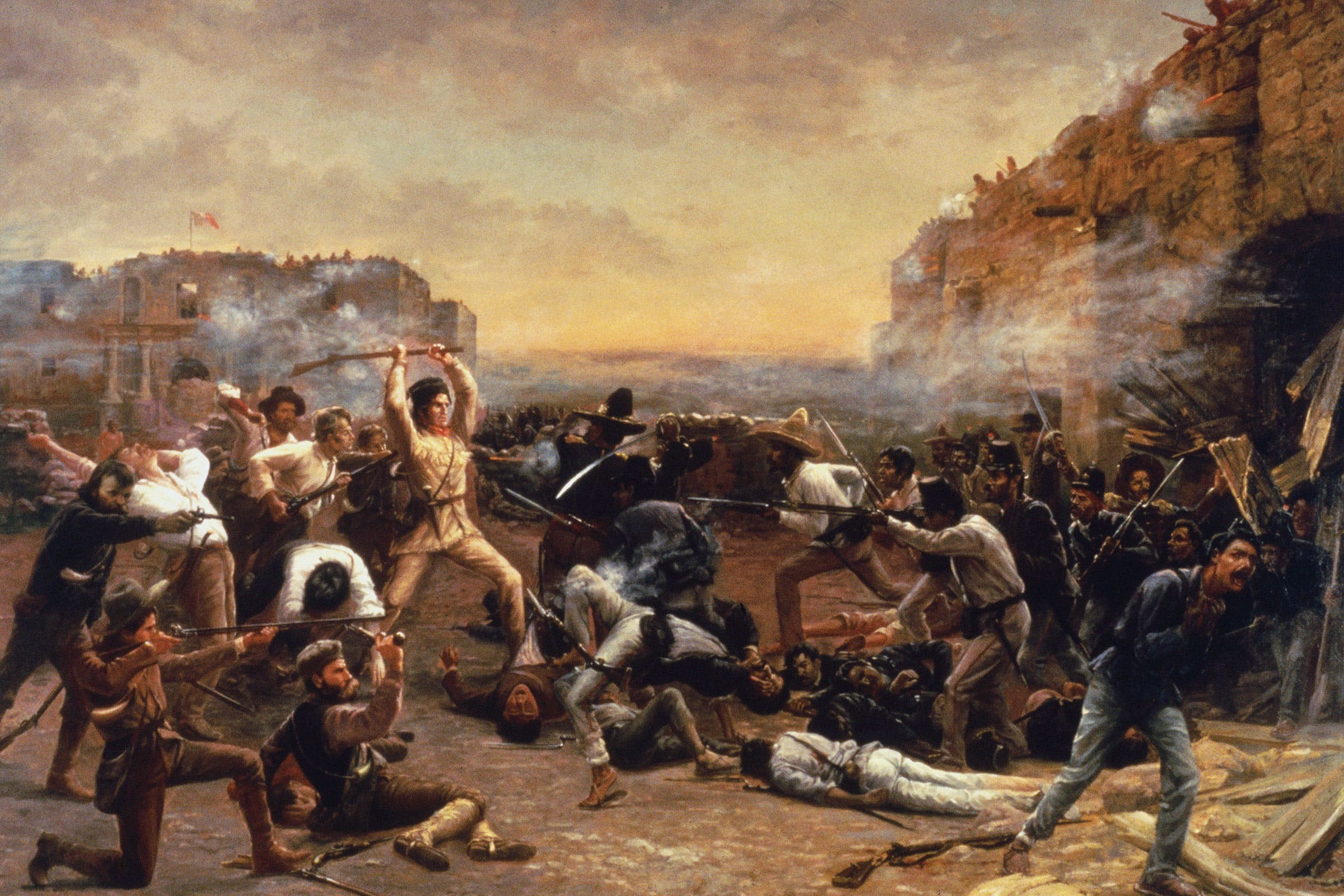
La caiguda d'El Álamo, pintura de 1903 que mostra Davy Crockett utilitzant el seu rifle com a porra contra les tropes mexicanes.

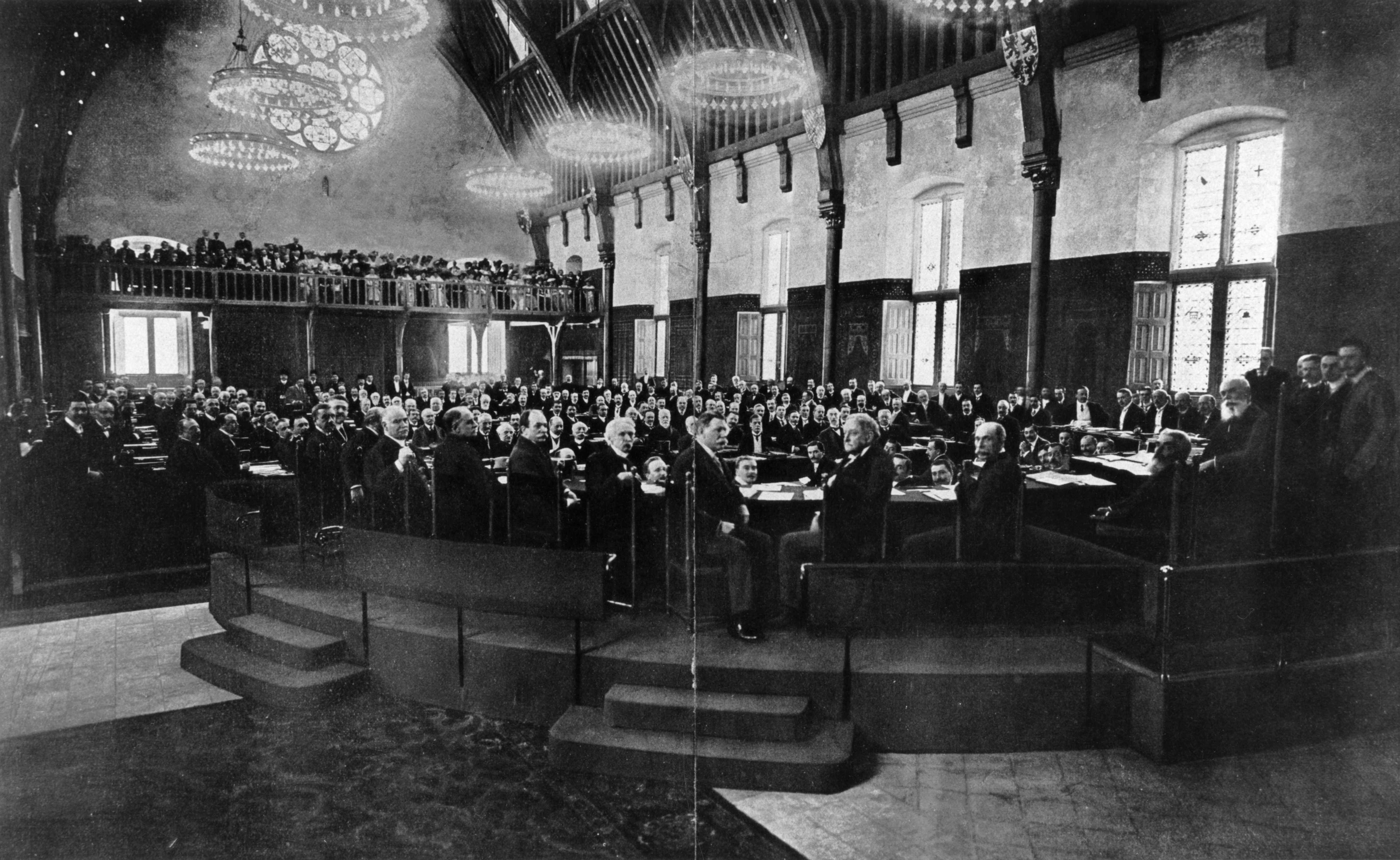
La Conferència de Pau de la Haia de 1907.

En setge bèl·lic la petició perquè la guarnició es rendeixi incondicionalment als assetjadors és referida tradicionalment com rendició a discreció, mentre que si hi ha negociacions amb condicions mútuament acordades llavors la guarnició es diu que s'ha rendit en condicions. Un exemple va ser el setge del castell de Stirling durant l'aixecament jacobita de 1745.
Aquest terme va ser també usat a el setge d'El Álamo (1836), quan Antonio López de Santa Anna va demanar a James Bowie i William B. Travis que es rendíssin incondicionalment. Malgrat que Bowie desitjava fer-ho Travis va rebutjar-ho, i va disparar un canó a l'exèrcit de Santa Anna, i en els seus darrers comunicats va escriure: "L'enemic ha exigit una rendició a discreció si no volem que acabin amb la nostra guarnició si prenen el fort; he respost la seva sol·licitud amb un tret de canó, i la nostra bandera encara oneja orgullosament des de les parets. Mai no em rendiré ni em retiraré".
L'expressió encara s'utilitza en tractats. Per exemple, l'Estatut de Roma de la Cort Penal Internacional, en vigor des del 2002, especifica que és una violació seriosa de les lleis i costums aplicables en conflictes armats internacionals el fet de "matar o ferir un combatent que, havent deposat les seves armes o no tenint ja mitjans de defensa, s'hagi rendit a discreció." El text és quasi el mateix que apareix a la Conferència de Pau de la Haia de 1907, i és part de les lleis de la guerra habituals.